# Nonaktyna
Nonaktyna – organiczny związek chemiczny, makrocykliczny poliester produkowany przez różne szczepy bakteryjne z rodzaju Actinomyces. Nonaktyna jest antybiotykiem jonoforowym należącym do grupy naktyn. Cząsteczka tego związku zbudowana jest z czterech cząsteczek kwasu nonaktynowego o przemiennej konfiguracji absolutnej R i S.